# Scytalopus micropterus
Scytalopus micropterus là một loài chim trong họ Rhinocryptidae.